# Батурин, Кирилл Викторович
Батурин Кирилл Викторович (1903 год, Москва — 1970 год, Нью-Йорк) — русский поэт и прозаик.

## Биография
С 1933 — участник Шанхайского литературного объединения «Восток». Печатался в русских дальневосточных изданиях: в журнале «Понедельник» и в альманахе «Врата».
После 1949 жил в Бразилии, затем в США. Умер в больнице для неимущих в Нью-Йорке.
Похоронен в Новодивеевском монастыре, Нануэт Нью-Йорк.